# Šartovac
Šartovac is een plaats in de gemeente Kutina in de Kroatische provincie Sisak-Moslavina. De plaats telt 433 inwoners (2001).